# Antonius Johannes Scriverius (1814-1878)
Antonius Johannes Scriverius (Zwolle, 5 januari 1814 – aldaar, 17 december 1878) was een Nederlandse burgemeester, lid van Provinciale Staten van Overijssel en notaris en wethouder te Zwolle.

## Leven en werk
Scriverius werd in 1814 geboren als zoon van de rechter en oud-burgemeester van Zwolle Antonius Johannes Scriverius en Aleida Anna Catharina van Prehn. Hij werd genoemd naar zijn, voor zijn geboorte op 26 augustus 1813 overleden, vader. Op 23-jarige leeftijd werd hij in 1837 benoemd tot burgemeester en secretaris van Steenwijkerwold. In 1844 werd hij tevens benoemd tot burgemeester van Steenwijk. In 1850 werd hij herbenoemd in beide functies. In 1852 beëindigde hij zijn functie als burgemeester van Steenwijk. In 1854 werd hij benoemd tot notaris in Zwolle en legde hij zijn functie als burgemeester van Steenwijkerwold neer. Scriverius was in de periode 1847-1878 lid van Provinciale Staten van Overijssel, achtereenvolgens voor de districten Steenwijk, Kampen en Zwolle. In 1856 werd hij gekozen tot lid van de gemeenteraad van Zwolle. Op 6 september 1859 werd hij gekozen tot wethouder van Zwolle.
Scriverius overleed in december 1878 op 64-jarige leeftijd in zijn woonplaats Zwolle. Hij legateerde een bedrag van twintigduizend gulden aan de Zwolse gasthuizen met als voorwaarde dat zijn dienstbode levenslang een bedrag van acht gulden per week uitgekeerd zou worden. Uit het legaat werd de bouw van twaalf gasthuiswoningen gerealiseerd. Ter herinnering hieraan werd in 1879 in een pand aan de Zwolse Melkmarkt een eerste steen gelegd.

## Familie
Zijn vader was lid van de Zwolse magistraat, enige tijd burgemeester van Zwolle en rechter aldaar. Zijn broer Daniel was notaris en burgemeester van Weerselo. Zijn neef Albertus van Naamen van Eemnes was parlementariër (van 1880 tot 1902 voorzitter van de Eerste Kamer).